# Газовість шахт
Газовість шахт (рос.газообильность шахт, англ. volume of gas in mine working; нім. Gasmenge f in den Grubenbauen pl) — кількість газу, що виділяється в підземні гірничі виробки. Розрізняють абсолютну газовість шахт — дебіт газу за одиницю часу (м³/хв, м³/добу) і відносну — кількість газу, що виділилася за певний час і віднесена до кількості корисної копалини (породи), видобутої за той же період (м³/т, м³/м³). Газовість шахт зумовлена виходом газу з робочих поверхонь пласта корисної копалини, бокових порід, вироблених просторів і з корисної копалини, відбитої від масиву. Шахти, в яких виділяється метан, називають газовими. За кількістю виходу вибухонебезпечних газів шахти поділяються на 4 категорії (див. газовий режим шахти).
Синонім: багатогазовість (рідко).